# 全高調波歪
全高調波歪（ぜんこうちょうはひずみ、英: total harmonic distortion、THD）あるいは全高調波歪率とは信号の歪みの程度を表す値（あたい）。高調波成分全体と基本波成分の比で表す。単に歪率（ひずみりつ、英: distortion factor）とも呼ぶ。
全高調波歪の値が小さいほど歪みが小さいことを表し、オーディオアンプやD-Aコンバータなどの様々な電子機器や電子部品の性能を表すために使われる。

## 概要
増幅回路など入力と出力とを持つシステムの特性に非線形性があると、出力に元の信号とは別の高調波成分が発生する。元の信号成分を除いた残りの高調波成分が歪み成分である。全高調波歪は、高調波による歪み成分と元の信号成分との比を表す値である。
入力を正弦波とし、元の信号成分の実効電圧を V1、その整数倍の周波数の高調波成分の実効電圧をそれぞれ V2、V3、… とすると、全高調波歪 THD は以下の式で表される。
{\displaystyle {\mbox{THD}}={\frac {\sqrt {V_{2}^{2}+V_{3}^{2}+V_{4}^{2}+\cdots +V_{n}^{2}}}{V_{1}}}}
すなわちTHDの二乗は高調波歪のパワーを元の信号成分のパワーで割ったものであり、THDはそれを振幅に換算したものである。音響機器などではこの比率を 100 倍しパーセントで表した値が一般に用いられる。比率をデシベルで表す場合もあるが、この場合にはパワーを基準としてTHDの二乗をデシベルで表す。
全高調波歪の測定には、歪率計やオーディオアナライザ、FFTアナライザ、スペクトラムアナライザなどを用いる。FFTアナライザ、スペクトラムアナライザによる測定では、測定した各高調波成分の実効値と元の信号の実効値から上記の式を用いて全高調波歪を計算する。
一般に、全高調波歪の値は測定周波数、入力レベル、アンプ/増幅回路の利得 (ゲイン) などにより異なる
。音響機器などの性能を比較するためにはこれらの値を統一する必要がある。

### THD+N
実際の電子機器などの出力には全高調波歪だけではなく様々なノイズも含まれる。元の信号成分に対する全高調波歪＋ノイズの比を全高調波歪＋ノイズ（英: total harmonic distortion plus noise、THD+N）と呼び以下の式で定義できる。ここで N は直流を除いた全てのノイズ成分の実効値である。
{\displaystyle {\mbox{THD+N}}={\frac {\sqrt {V_{2}^{2}+V_{3}^{2}+V_{4}^{2}+\cdots +V_{n}^{2}+N^{2}}}{V_{1}}}}
全高調波歪を用いて表せば次のようになる。
{\displaystyle {\mbox{THD+N}}^{2}={\mbox{THD}}^{2}+N^{2}/V_{1}^{2}}
あるいは、もっと単純に以下の式で表現できる。
{\displaystyle {\mbox{THD+N}}={\frac {\sqrt {V_{total}^{2}-V_{1}^{2}}}{V_{1}}}}
ノイズは広い周波数成分を持ち周波数帯域を決めないと実効値が決まらないため、THD+N では範囲とする周波数帯域を条件として指定する必要がある
。
THD+N は、単純には、測定対象の出力からノッチフィルタで元の信号成分のみを取り除いた成分の実効値を元の信号成分の実効値で割ることで、計算することができる。この方法は高調波以外の歪み成分やハムノイズなどの影響も反映した値を求めることができる。古くから使われている基本的な歪率計はこれに近い方式で歪率を測定しており
、THD ではなく THD+N を測定していた。

### その他の歪み
全高調波歪以外の代表的な歪みとして相互変調歪（そうごへんちょうひずみ、英: intermodulation distortion、IMD）あるいは混変調歪（こんへんちょうひずみ、英: cross modulation distortion）がある
。全高調波歪が一つの信号から発生する歪みなのに対し、これは周波数が異なる複数の信号から発生する歪みで、複数の信号の整数倍の周波数の和/差からなる複雑な周波数の歪み成分からなる。相互変調歪（IMD）の測定にはSMPTE（Society of Motion Picture and Television Engineers）法やCCIF法が用いられる。通常高調波歪は音声や楽音にも多数含まれているため聴覚上認知され難いのに比べ、相互変調あるいは混変調歪はわずかであっても聴覚上認知されやすい。